# Marcus Annius Martialis

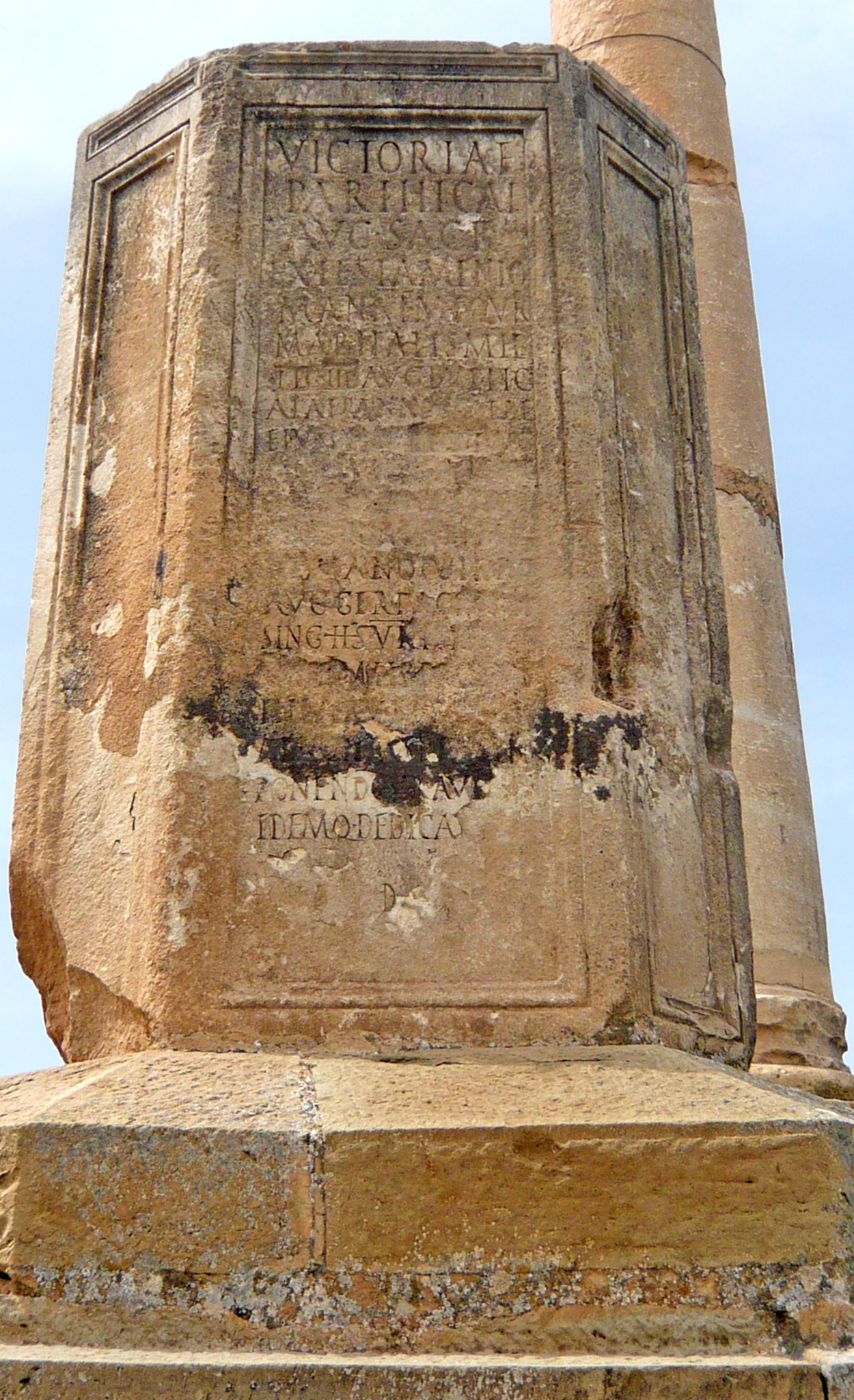
Die Inschrift aus Thamugadi

Marcus Annius Martialis (vollständige Namensform Marcus Annius Marci filius Quirina Martialis) war ein im 1. und 2. Jahrhundert n. Chr. lebender Angehöriger der römischen Armee. Durch eine Inschrift, die in Thamugadi gefunden wurde, ist seine militärische Laufbahn bekannt.
Martialis trat als einfacher Soldat in die Legio III Augusta ein. In dieser Legion wurde er Custos armorum. Danach wurde er in die Ala Pannoniorum versetzt, in der er zunächst zum Duplicarius und später zum Decurio befördert wurde.
Danach kehrte Martialis zur Legio III Augusta zurück, die zu dieser Zeit in Theveste in der Provinz Numidia stationiert war. In dieser Legion stieg er zum Centurio auf. Durch eine weitere Inschrift, die in Theveste gefunden wurde, ist belegt, dass er dort seinen Freigelassenen Verecundus bestattete, der im Alter von 30 Jahren starb.
Um 100/104 wurde die Legio XXX Ulpia Victrix durch Trajan in Italien neu aufgestellt. Martialis wurde vermutlich um diese Zeit zusammen mit anderen Offizieren zu der neu aufgestellten Legion versetzt, um die Aushebung und Ausbildung der neuen Rekruten durchzuführen. Er blieb danach in dieser Legion, bis er um 115/117 durch Trajan ehrenvoll aus der Armee entlassen wurde (missi honesta missione ab Imperatore Traiano).
Martialis war in der Tribus Quirina eingeschrieben. Das Standbild mit der Inschrift wurde gemäß dem Testament durch seine Freigelassenen Protus, Hilarus und Eros errichtet. Aus der Inschrift geht hervor, dass die Kosten dafür 8000 (oder 28.000) Sesterzen betrugen und dass die Freigelassenen weitere 3000 Sesterzen beigetragen haben.
Die Inschrift aus Thamugadi wird bei Marcus Reuter auf 116/117 datiert. Die Inschrift aus Theveste wird bei der Epigraphik-Datenbank Clauss-Slaby auf 101/130 datiert.